# باگاتا (روستا)
باگاتا (به لاتین: Bagata) یک منطقهٔ مسکونی در گرجستان است که در شهرداری گوری واقع شده‌است.